# 蟄居
蟄居（日语：／ Chikkyo）是在日本古代至近代（特別是江戶時代）中，對武士和公家施行的刑罰之一。比另一刑罰閉門嚴重，在自宅一室內被禁止外出，性質類似軟禁。
一般是由幕府、領主等下達命令，亦有自發在家中閉門不出的例子。在江戶時代中，更細分為蟄居隱居（讓出家督、當主之位）、永蟄居（即永久蟄居）等。另外，亦可能附加減封等處罰。